# Arlington Heights, Illinois
Arlington Heights är en ort (village) i Cook County, och  Lake County, i delstaten Illinois, USA. Enligt United States Census Bureau har orten en folkmängd på 75 428 invånare (2011) och en landarea på 43 km².